# A csaj, aki képben van
A csaj, aki képben van (eredeti cím: Upgraded) 2024-ben bemutatott amerikai romantikus filmvígjáték, amelyet Carlson Young rendezett. A főbb szerepekben Camila Mendes, Archie Renaux, Thomas Kretschmann, Grégory Montel, Lena Olin és Marisa Tomei látható.
A film a klasszikus „Hamupipőke” című mese modernkori újragondolása. Az Amazon Prime Videón 2024. február 9-én jelent meg. Szinkronosan 2025. április 24-én mutatta be a HBO Max.

## Cselekmény
Ana fiatal gyakornok próbál sikereket elérni karrierjében. Arról álmodik, hogy egyszer híres és elismert lesz a művészvilágban. A minap lehetőséget kap a cég vezetőjével egy londoni üzleti útra.
A repülőút során találkozik egy William nevű sármos és sikeres fiatalemberrel. A két fél azonnal megkedvelik egymást, a lány viszont elgondolkodik az iránta táplált érzelmein. Vonzónak találja a férfi karizmáját, kedvességét és élettapasztalatát, de rájön, a társadalmi státusz és az eltérő életcélok komoly akadályai lehetnek a boldogságának. Londonban Ana élete még intenzívebbé válik: galériákat látogat, találkozik a művészvilág befolyásos embereivel, és még egy rangos kiállítási ajánlatot is kap, hogy bemutassa munkáit. Most azonban nehéz választás elé kerül: szakmai ambíciói végre kezd megvalósulni, miközben érzelmei egyre mélyebbre hatolnak William iránt.
Kétségei egyre fokozódnak, amikor rájön, hogy Williamnek is vannak titkai. A férfi családja, akik nem fogadják el a hétköznapi embereket, nyomást gyakorol rá, ezért Ana megkérdőjelezi, van-e közös jövőjük.

## Szereplők
| Szerep       | Színész                | Magyar hang         |
| ------------ | ---------------------- | ------------------- |
| Ana Santos   | Camila Mendes          | Koller Virág        |
| William      | Archie Renaux          | Baráth István       |
| Claire       | Marisa Tomei           | Majsai-Nyilas Tünde |
| Catherine    | Lena Olin              | Vándor Éva          |
| Julian Marx  | Anthony Head           | Kőszegi Ákos        |
| Arnold Grant | Thomas Kretschmann     | Laklóth Aladár      |
| Gerard Abel  | Grégory Montel         | Horváth Illés       |
| Suzette      | Rachel Matthews        | Laudon Andrea       |
| Renee        | Fola Evans-Akingbola   |                     |
| Vivian „Viv“ | Aimee Carrero          |                     |
| Ronnie       | Andrew Schulz          | Karácsonyi Zoltán   |
| Amy          | Saoirse-Monica Jackson |                     |

### Magyar változat
- Bemondó: Schmidt Andrea
- Magyar szöveg: Fülöp Áron
- Hangmérnök: Bederna László
- Vágó: Pilipár Éva
- Gyártásvezető: Vigvári Ágnes
- Szinkronrendező: Orosz Ildikó
- Produkciós vezető: Jávor Barbara

A szinkront a Direct Dub Studios készítette el.

## A film készítése
2022 augusztusában jelentették be, hogy Camila Mendes és Archie Renaux főszerepet kapott a filmben, amelynek forgatása az Egyesült Királyságban kezdődött. A következő hónapban Marisa Tomei és Lena Olin csatlakozott a szereplőgárdához.
A film zenéjét Isom Innis (Foster the People) szerezte, Rudy Mancuso pedig több dallal is hozzájárult. A filmzenealbum 2024. április 11-én jelent meg.